# 上海国际礼拜堂
国际礼拜堂，是上海市的一座基督教新教教堂，位于徐汇区衡山路53号。落成于民国14年（1925年）3月8日，为一座近代哥特式砖木结构的建筑。1989年9月25日，国际礼拜堂被上海市人民政府公布为上海市文物保护单位的优秀近代建筑。

## 历史

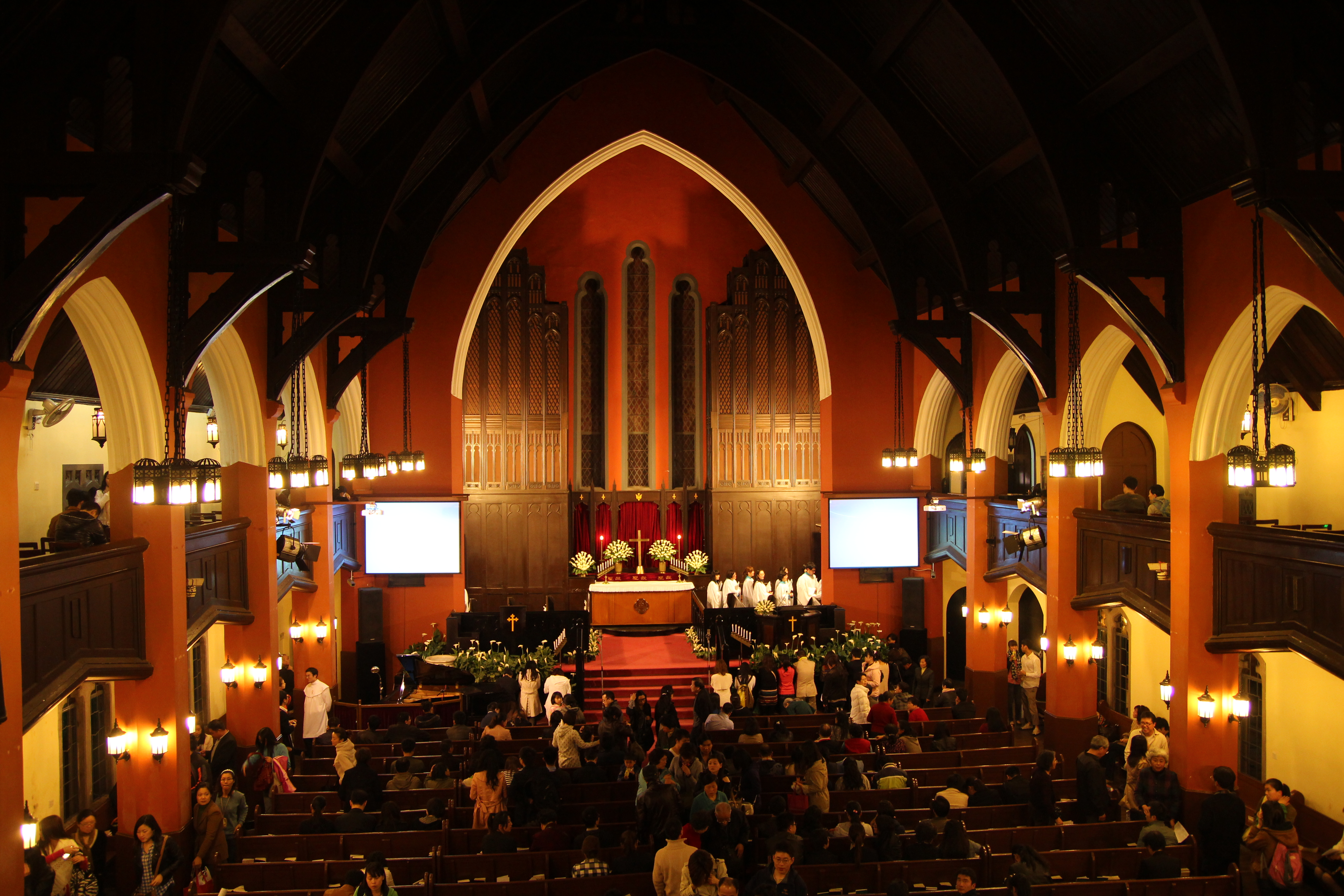
国际礼拜堂大堂内景

民国6年（1917年）3月25日，一些爱好唱诗的美国基督徒，自发组织唱诗班，每星期在杜美路（今东湖路）9号（原东湖电影院）一户美国夫妇家中做礼拜。民国9年（1920年）9月，已发展到200多人，遂成立管理委员会并正式成立教堂，因信徒来自各教派，取名“Community Church”，中文为“协和礼拜堂”，取“协和万邦”之意。民国12年（1923年）起，发起建堂募捐，筹得3.3万美元，购得贝当路（今衡山路）美童公学53号11亩土地建新堂，民国13年（1924年）动工，4月破土，6月8日奠基，由江裕记营造厂承建，共耗资约7万美元。在教堂还没有完全建成前，民国14年（1925年）元旦举行第一次礼拜。新堂于当年3月8日落成，并举行献堂礼拜。因参加礼拜的绝大多数是美国基督徒，礼拜时使用英语，故人称“美国礼拜堂”。至民国16年（1927年），堂友已经发展到500人左右，然而很不稳定，实际参加礼拜的只有300余人。民国14年至民国25年（1936年）间，每星期日的礼拜都由上海广播电台实况转播。民国27年（1938年）4月7日，沪江大学校长刘湛恩在戈登路（今江宁路）公共汽车站被常玉清策划暗杀身亡。同月9日，在美国礼拜堂举行刘湛恩的葬殓仪式。抗日战争时期，教堂吸收了许多欧洲人及少数中国人前来做礼拜，又因这些教徒来自不同教派，遂改名“国际礼拜堂”。
民国20年（1931年），建造了3层侧楼小礼堂、牧师住房、办公室、活动室，后建造了400平方米交谊厅（今上海国际网球中心和富豪环球东亚酒店）。民国28年（1939年）至民国38年（1949年）间曾设立儿童福利委员会以救济、收容流浪儿童。
1950年12月起，改由中国牧师和教徒管理堂务，主日礼拜及平日聚会由英语改为汉语普通话，来做礼拜的绝大部分是中国教徒。1951年起，国际礼拜堂的权力机构——理事会，全由中国教徒担任。1954年1月，成立于民国35年（1946年）的上海传道人联谊会借国际礼拜堂举行会员退修会。1958年8月起，上海基督教实行联合礼拜，徐汇区部分教堂联合于国际礼拜堂举行宗教活动。文化大革命期间，宗教活动被迫停止，礼拜堂被革命样板戏京剧《智取威虎山》剧团占用为排演场所。堂内管风琴、洗礼池及铜十字架等设备悉遭毁坏。
1966年8月，国际礼拜堂被关闭。时任国际礼拜堂主任牧师、中国基督教三自爱国运动委员会秘书长李储文在文化大革命期间暴露其地下共产党员的身份，此后调任上海市革命委员会外事组组长，后在新华社香港分社副社长的任内退休。
1979年以后，大堂进行大修，圣坛上的铜十字架、烛台及大理石洗礼池等设备都恢复原样。1980年12月24日，举行复堂感恩礼拜。并于1981年1月4日正式开放。共有1,400个座位，在大堂后楼正中还设有外宾专座，并配有译意风同声翻译器供外宾参加礼拜使用。1980年起，徐汇区全部联合在国际礼拜堂举行宗教活动，1983年起，2楼大厅及3楼小礼拜堂安设了闭路电视。90年代以来，信徒又奉献了双层大型电子琴、三角钢琴、闭路电视等设备。1989年起，专门组织了100多人的唱诗班，于每月第三周的星期日晚上和基督教节日都举行音乐崇拜。1996年10月起，上海市基督教教务委员会在国际礼拜堂每星期日下午开设专供在沪外国人参加的英语专场礼拜，由中国牧师、长老及传道用英语讲道。
国际礼拜堂在漕溪新村、长桥港口、龙华以及漕河泾设有四个聚会点。其中，漕河泾聚会点是安息日会信徒的聚会点。

## 建筑结构
国际礼拜堂平面呈“L”形布局，占地面积7,330平方米，建筑面积1,372平方米（一说1,763平方米），标高16米。大堂屋面两坡陡峭，铺盖石板瓦，外墙用红砖砌就，屋顶采用交叉形木屋架构。大门朝北，两边设尖拱长廊，窗樘均为弧拱形，镶嵌冰裂梅花纹玻璃（券形双联花玻璃窗）。大堂为3廊型巴西利卡式，正中是祭台，两侧为二层廊式楼厅，可容700人。坐位为单人靠椅，椅背后有安放圣经的匣子。各处走道均为水磨石子地坪。民国21年（1932年），购置了管风琴。礼拜堂的左侧为一座3层楼房，窗樘采用平拱。底层为牧师办公室，二楼为幼儿室，三楼为供少儿或少数人做礼拜的小礼拜堂，侧面各有3间祈祷室。教堂左侧有一块较大的绿地。

## 堂务管理
国际礼拜堂的组织，除日常活动外，最高组织为理事会，设理事长和副理事长，及理事若干人。每年年终以前照例开一次堂友大会，推选理事。理事任期为一至两年。最初美籍理事占多数。1950年起，由中国堂友担任。此外，还曾下设若干委员会，如妇女委员会（由中国堂友担任主席，进行各项服务性活动）、青年团契（现改组为青年聚会）、成人团契、儿童福利委员会（上海解放后不再办理）、房地产委员会、音乐委员会（现改组为主日诗班和主日晚间诗班）。

### 文革前驻堂牧师
| 姓名                                                         | 任职时期                    | 备注                 |
| ------------------------------------------------------------ | --------------------------- | -------------------- |
| 费礼门（Luther Frecman）                                     | 1920年11月1日至1922年6月8日 | 美国人               |
| 屈罗力（Cliffod M. Drucy）                                   | 1923年3月至1927年6月        | 美国人               |
| 莱考克（Smory Luccock）                                      | 至1936年6月                 | 美国人               |
| 顾子仁                                                       | 1936年6月至1937年           | 中国人，补缺         |
| 1937年后，美籍堂友不少被关押在集中营，教堂活动不能正常进行。 |                             |                      |
| 丁光训                                                       | 1942年至1945年              | 中国人               |
| 考安（Caughi）                                               | 1945年至1946年              |                      |
| 斯乃范力（Snavily）                                          | 1946年至1948年              |                      |
| 毕范宇（Price）                                              | 1948年至1950年              |                      |
| 李储文                                                       | 1950年至1966年8月           | 中国人，中共秘密党员 |

### 文革后主任牧师[1]
| 姓名   | 任职时期              |
| ------ | --------------------- |
| 沈以藩 | 1980年12月至1994年8月 |
| 杨安鼎 | 1994年9月至1998年2月  |
| 史奇珪 | 1998年2月至今         |

### 文革后联合礼拜主席、堂务委员会主席[2]
| 姓名   | 任职时期       | 职务名称                 |
| ------ | -------------- | ------------------------ |
| 黄培永 | 1958年至1962年 | 徐汇区基督教联合礼拜主席 |
| 沈以藩 | 1962年至1966年 | 徐汇区基督教联合礼拜主席 |
| 沈以藩 | 1980年至1990年 | 堂务委员会主席           |

## 著名国际人士来访
1981年9月2日，美国前总统吉米·卡特携夫人参观访问国际礼拜堂，并同教牧人员进行座谈。
1983年12月，英国圣公会坎特伯里大主教罗伯特·伦西参观访问国际礼拜堂。
1984年5月，瑞典教會前大主教奥拉夫·森贝伉儷参观访问国际礼拜堂。
1984年10月，世界基督教联合会总干事菲利浦·波特参观访问国际礼拜堂。
1986年8月，南非聖公會大主教，诺贝尔和平奖获得者德斯蒙德·图图伉儷参观访问国际礼拜堂。
1987年12月，美国圣公会主席主教勃朗宁参观访问国际礼拜堂。
1988年4月，美南浸信会葛培理牧師参观访问国际礼拜堂。
1994年9月，英国圣公会坎特伯里大主教乔治·凯瑞来华访问，在国际礼拜堂举行欢迎感恩礼拜。
1997年3月3日，澳大利亚总理霍华德与美国众议院议长金里奇夫妇和他们的随员共50余人在沪期间同时参加了国际礼拜堂的复活节礼拜
1997年10月26日，挪威哈拉爾王儲伉儷一行10余人在国际礼拜堂参加周日礼拜。